# Santa Margarida de Montbui
Santa Margarida de Montbui település Spanyolországban, Barcelona tartományban. Lakosainak száma 10 549 fő (2024).

## Földrajza
Santa Margarida de Montbui Igualada, Vilanova del Camí, Orpí, Santa Maria de Miralles, Sant Martí de Tous és Jorba községekkel határos.

## Testvértelepülések
- Alcaudete

## Népesség
A település lakosságának változását az alábbi diagram mutatja:
| Lakosok száma | 230  | 702  | 980  | 2012 | 9018 | 9298 | 9834 | 9641 | 9980 | 10 549 |
|               | 1717 | 1887 | 1936 | 1960 | 1986 | 2004 | 2009 | 2014 | 2019 | 2024   |